# Vladímir Tóguzov
Vladímir Taimurázovich Tóguzov –en ruso, Владимир Таймуразович Тогузов; en ucraniano, Володимир Таймуразович Тогузов, Volodymyr Taimurazovych Tohuzov– (Potsdam, RDA, 31 de agosto de 1966) es un deportista ucraniano de origen osetio que compitió para la Unión Soviética en lucha libre.
Participó en tres Juegos Olímpicos de Verano, obteniendo una medalla de bronce en Seúl 1988, en la categoría de 52 kg, y el décimo lugar en Atlanta 1996
Ganó dos medallas en el Campeonato Mundial de Lucha, plata en 1989 y bronce en 1991, y cinco medallas en el Campeonato Europeo de Lucha entre los años 1987 y 1996.

## Palmarés internacional
| Representando a la URSS |                           |                   |           |
| Juegos Olímpicos        |                           |                   |           |
| Año                     | Lugar                     | Medalla           | Categoría |
| 1988                    | Seúl (Corea del Sur)      | Medalla de bronce | 52 kg     |
| Campeonato Mundial      |                           |                   |           |
| Año                     | Lugar                     | Medalla           | Categoría |
| 1989                    | Martigny (Suiza)          | Medalla de plata  | 52 kg     |
| 1991                    | Varna (Bulgaria)          | Medalla de bronce | 52 kg     |
| Campeonato Europeo      |                           |                   |           |
| Año                     | Lugar                     | Medalla           | Categoría |
| 1987                    | Veliko Tarnovo (Bulgaria) | Medalla de plata  | 52 kg     |
| 1988                    | Mánchester (Reino Unido)  | Medalla de plata  | 52 kg     |
| 1990                    | Poznań (Polonia)          | Medalla de plata  | 52 kg     |
| 1991                    | Stuttgart (Alemania)      | Medalla de oro    | 52 kg     |
| Representando a Ucrania |                           |                   |           |
| Campeonato Europeo      |                           |                   |           |
| Año                     | Lugar                     | Medalla           | Categoría |
| 1996                    | Budapest (Hungría)        | Medalla de oro    | 52 kg     |